# Маріо Очоа
Маріо Очоа Хіль (ісп. Mario Ochoa Gil, нар. 7 листопада 1927) — мексиканський футболіст, що грав на позиції півзахисника за клуби «Америка» та «Марте», а також національну збірну Мексики. Чемпіон Мексики.

## Клубна кар'єра
У футболі дебютував 1949 року виступами за команду «Америка», в якій провів один сезон. 
1950 року перейшов до клубу «Марте», за який відіграв п'ять сезонів. Став за цей час чемпіоном Мексики. Завершив професійну кар'єру футболіста виступами за команду «Марте» у 1955 році.

## Виступи за збірну
1949 року дебютував в офіційних матчах у складі національної збірної Мексики. Протягом кар'єри у національній команді провів у її формі 6 матчів, забивши 1 гол.
У складі збірної був учасником чемпіонату світу 1950 року у Бразилії, де зіграв з Бразилією (0-4), з Югославією (1-4) і зі Швейцарією (1-2).
Був присутній в заявці збірної на чемпіонаті світу 1954 року у Швейцарії, але на поле не виходив.

## Титули і досягнення
- Переможець Чемпіонату НАФК: 1949
- Чемпіон Мексики (1):

«Марте»: 1953-1954